# Tepti-Ahar
Tepti-Ahar va ser rei d'Elam a finals del segle xv aC o a principis del segle xiv aC. Sembla que va ser l'últim rei de la dinastia dels Kidínuides, que tornaven a usar l'antic títol de "Rei de Susa i Anxan".
Tepti-Ahar va construir una nova capital a Kanbak (l'actual Haft Tepe, a 10 km de Susa). Les tauletes que s'han trobat mostren un important intercanvi diplomàtic amb Babilònia, i possiblement fins i tot hi va haver matrimonis dinàstics. Una tauleta trobada a Haft Tepe està datada a "l'any en què el rei va expulsar Kadašman-KUR.GAL". La tauleta té un segell de Tepti-Ahar, rei de Susa. KUR.GAL es pot llegir com "Harbe" o "Enlil" (ja que Harbe és un déu cassita paral·lel a Enlil, déu babiloni).
A partir de la prosopografia de les tauletes trobades a l'arxiu de Haft Tepe, es pot afirmar que Tepti-Ahar va succeir a un altre rei dels Kidínuides, Inshushinak-shar-ilani.